# Alec Mapa
Alejandro Mapa dit Alec Mapa, né le 10 juillet 1965 à San Francisco, en Californie, aux États-Unis, est un acteur américain.

## Biographie
Se montrant ouvertement homosexuel, il n'hésita pas travailler dans de nombreuses causes humanitaires et caritatives concernant le SIDA et les communautés homosexuelle et lesbienne ainsi que la communauté asio-américaine.
Alec commença sa carrière en étant le remplaçant de B. D. Wong dans les productions de Broadway, notamment M. Butterfly. À la télévision, il fit des apparitions dans de nombreuses productions comme The Jamie Foxx Show, Roseanne, Seinfeld, New York Police Blues, Murder One, Dharma et Greg ou encore Desperate Housewives où il joue le rôle récurrent de Vern. Son rôle récurrent le plus récent à la télévision est celui d'Adam Benet dans la série Half and Half de la chaîne UPN. Il apparaît occasionnellement dans la série Ugly Betty où il incarne Suzuki Saint-Pierre, présentateur phare de la chaîne de la mode.
Il joua également aux côtés de Jason Bateman dans Some of My Best Friends et dans le stand-up de la chaîne Logo Wisecrack.
Au cinéma, il joua entre autres dans Les Feux de la nuit, La Carte du cœur et Connie et Carla.
Il réside actuellement à Los Angeles.

## Filmographie

### Cinéma
- 1988 : A New Life (en) d'Alan Alda
- 1988 : Les Feux de la nuit (Bright Lights, Big City)
- 1996 : Revers de fortune (The Substance of Fire)
- 1998 : La Carte du cœur (Playing by Heart)
- 2004 : Connie et Carla (Connie and Carla)
- 2005 : Hard Pill
- 2006 : Pollen
- 2006 : Dirty Laundry
- 2008 : Rien que pour vos cheveux
- 2010 : La Fabulous Aventure de Sharpay

### Télévision
- 1987 : Supermom's Daughter
- 1990 : Cosby Show (The Cosby Show)
- 1992 : Flying Blind (en)
- 1992 : Melrose Place
- 1993 : Les Aventures du jeune Indiana Jones (The Young Indiana Jones Chronicles): Nguyen
- 1994 : Hart to Hart: Crimes of the Hart
- 1994 : Roseanne
- 1994 : M.A.N.T.I.S.
- 1995 : New York, police judiciaire (Law & Order)
- 1995 : Mr. Cooper et nous (Hangin' with Mr. Cooper)
- 1995 : Seinfeld
- 1996 : The Jamie Foxx Show
- 1997 : Nick Freno: Licensed Teacher
- 1997 : Jeux d'espions (Spy Game)
- 1997 : New York Police Blues
- 1997 : Murder One : Diary of a Serial Killer
- 1997 : Murder One
- 1998 : Holding the Baby
- 1998 : Friends
- 1999 : Dharma et Greg (Dharma & Greg)
- 2001 : Macho Man (Some of My Best Friends)
- 2002 : Baby Bob (en)
- 2003 : Alias
- 2003 : Half and Half
- 2004 : I'm with Her
- 2005-2007 : Desperate Housewives : Vern (5 épisodes, récurrent)
- 2006 : Help Me Help You
- 2007-2010 : Ugly Betty :  Suzuki St. Pierre (30 épisodes)
- 2010 : Jonas L.A.
- 2014-2015 : Switched at Birth (série télévisée): Renzo (8 épisodes)
- 2015 : Devious Maids : Infirmier Jerry (récurrent, 4 épisodes)
- 2015 : Jane the Virgin : Aguilar (1 épisode)
- 2015 : Major Crimes : Infirmier (1 épisode)
- 2016 : Scream Queens : Lynn Johnstone (1 épisode)

## Commentaire
À noter que son personnage dans la série Macho Man est Vern, comme dans la série Desperate Housewives où il joue également, les deux séries ont été créées par Marc Cherry.

## Distinction

### Récompense
- 2005 GLAAD Media Awards (Davidson/Valentini Award)